# Jerzy Ciechanowicz
Jerzy Ciechanowicz (ur. 9 października 1955 w Warszawie, zm. 14 stycznia 1999 w Warszawie) – polski humanista, pisarz, archeolog śródziemnomorski, filolog klasyczny, dziennikarz, tłumacz, podróżnik, działacz społeczny.
Absolwent filologii klasycznej i archeologii śródziemnomorskiej na Uniwersytecie Warszawskim.

## Pisarstwo
Debiutował w liceum opowiadaniem pt. „Stworzenie, czyli utrata doskonałości”. W późniejszej twórczości poświęcił się głównie historii starożytnej, filologii klasycznej i archeologii. Uprawiał eseistykę historyczną.
Był redaktorem naczelnym wydawnictwa Arkady. Wspólnie z wydawnictwem Prószyński i Spółka stworzył w 1998 roku serię wydawniczą Biblioteka Antyczna, która cieszy się wielką popularnością wśród czytelników.
Pisywał libertyńskie limeryki, romantyczne opowiadania i rysował. W jego dorobku znajduje się historyczny komiks i kilkaset rysunków satyrycznych, z których część opublikował w „Bez Dogmatu” pod pseudonimem Stefan Wyłupiec. Materiały satyryczne publikował pod pseudonimem z uwagi na obawy odnośnie do pisarstwa historycznego i publikowania w prasie „głównego nurtu”.
W ostatnich latach pracował nad książką Dlaczego nie wierzę w Boga, której jednak nie zdołał ukończyć przed śmiercią.

## Tłumaczenia
Zajmował się tłumaczeniami z greki, łaciny oraz włoskiego. Do najważniejszych tłumaczeń należą: „Szachy” Hieronima Vidy (1983), „Rzymska poezja miłosna” i „Priapea” (1988) – zbiór najbardziej nieprzyzwoitych wierszyków Starożytności, „Bogowie i mity Greków” Mary Barnett (1988), „Optymizm” Francesco Alberoni (1997).

## Dziennikarstwo
Był redaktorem i współpracownikiem miesięcznika „Wiedza i Życie”, dziennikarzem „Życia Warszawy” oraz współpracownikiem kwartalnika „Bez Dogmatu”. Współpracował też ze specjalistycznymi pismami filologicznymi.

## Działalność społeczna
W roku 1991 wraz z Andrzejem Dominiczakiem był założycielem, a następnie działaczem pierwszego polskiego stowarzyszenia humanistyczno-wolnomyślicielskiego – Towarzystwa Humanistycznego.
Był także członkiem Stowarzyszenia Pisarzy Polskich.

## Książki
- Rzym – ludzie i budowle (Warszawa, Państwowy Instytut Wydawniczy, 1987, ISBN 83-06-01503-7), wyd. II 1989 (PIW), wyd. w 1990.
- Medea i czereśnie: rozmowy o starożytności (Warszawa, 1994, Krąg, ISBN 83-85199-23-3)
- Cień Minotaura – w serii Rodowody cywilizacji (Warszawa, 1996, Państwowy Instytut Wydawniczy, ISBN 83-06-02405-2)
- Wędrówki śródziemnomorskie (Warszawa, 1999, Państwowy Instytut Wydawniczy, ISBN 83-06-02753-1)